# Jan Siemerink
Johannes Martinus Siemerink (ur. 14 kwietnia 1970 w Rijnsburgu) – holenderski tenisista, reprezentant w Pucharze Davisa, olimpijczyk.

## Kariera tenisowa
Leworęczny tenisista holenderski preferował grę ofensywną. Starał się dojść do siatki i piłki kończyć wolejami, zarówno po własnym serwisie (zazwyczaj tzw. wyrzucającym), jak i serwisie przeciwnika. Bekhend grał jedną ręką, był to niemal wyłącznie slajs, po którym także atakował przy siatce.
Jako junior zdobył w 1988 roku mistrzostwo Holandii do lat 18 i wygrał turniej Orange Bowl na Florydzie w grze podwójnej.
Karierę zawodową rozpoczął w 1989 roku, a zakończył w 2002 roku. W grze pojedynczej wygrał cztery turnieje rangi ATP World Tour oraz osiągnął osiem finałów. W zawodach wielkoszlemowych najlepszym wynikiem Holendra jest awans do ćwierćfinału Wimbledonu 1998, gdzie pojedynek o dalszą rundę przegrał z Goranem Ivaniševiciem.
W grze podwójnej zawodnik zwyciężył w jedenastu turniejach kategorii ATP World Tour i był uczestnikiem siedmiu finałów. Startując w Wielkim Szlemie w deblu najdalej dotarł do półfinałów Australian Open 1992 w 1992 roku i Wimbledonu 1996. W Melbourne tworzył parę z Richardem Krajickiem, a w Londynie z Ellisem Ferreirą.
W 1992 i 1996 roku brał udział w igrzyskach olimpijskich. W 1992 roku w Barcelonie odpadł w I rundzie gry pojedynczej po porażce z Leonardo Lavalle. W 1996 roku w Atlancie również został wyeliminowany w I rundzie, tym razem przez Todda Woodbridge’a.
W latach 1991–2001 reprezentował Holandię w Pucharze Davisa. W 2001 roku przyczynił się do awansu Holandii do półfinału tych rozgrywek, pokonując w I rundzie Hiszpana Joana Balcellsa, a w ćwierćfinale Niemców Nicolasa Kiefera i Davida Prinosila. W półfinale pokonał Francuza Fabrice’a Santoro, ale w piątym pojedynku, kiedy losy całego pucharowego spotkania były już rozstrzygnięte na korzyść Francji. Bilans występów Siemerinka w Pucharze Davisa zamknął się 17 wygranymi pojedynkami i 10 porażkami.
W rankingu singlowym Siemerink najwyżej był na 14. miejscu (12 października 1998), a w klasyfikacji deblowej na 16. pozycji (14 października 1996).

### Finały w turniejach ATP World Tour
| Nazwa                   |
| ----------------------- |
| Wielki Szlem            |
| Igrzyska olimpijskie    |
| Tennis Masters Cup      |
| ATP Masters Series      |
| ATP Championship Series |
| ATP World Series        |

#### Gra pojedyncza (4–8)
| Końcowy wynik | Nr | Data                 | Turniej     | Nawierzchnia    | Przeciwnik            | Wynik finału                  |
| ------------- | -- | -------------------- | ----------- | --------------- | --------------------- | ----------------------------- |
| Zwycięzca     | 1. | 28 kwietnia 1991     | Singapur    | Twarda          | Gilad Blum            | 6:4, 6:3                      |
| Finalista     | 1. | 20 października 1991 | Wiedeń      | Dywanowa (hala) | Michael Stich         | 4:6, 4:6, 4:6                 |
| Finalista     | 2. | 7 lutego 1993        | Marsylia    | Dywanowa (hala) | Marc Rosset           | 2:6, 6:7(1)                   |
| Finalista     | 3. | 30 lipca 1995        | Amsterdam   | Ceglana         | Marcelo Ríos          | 4:6, 5:7, 4:6                 |
| Finalista     | 4. | 27 sierpnia 1995     | Long Island | Twarda          | Jewgienij Kafielnikow | 6:7(0), 2:6                   |
| Finalista     | 5. | 1 października 1995  | Bazylea     | Twarda (hala)   | Jim Courier           | 7:6(2), 6:7(5), 7:5, 2:6, 5:7 |
| Zwycięzca     | 2. | 23 czerwca 1996      | Nottingham  | Trawiasta       | Sandon Stolle         | 6:3, 7:6(0)                   |
| Finalista     | 6. | 18 sierpnia 1996     | New Haven   | Twarda          | Alex O’Brien          | 6:7(6), 4:6                   |
| Finalista     | 7. | 13 października 1996 | Wiedeń      | Dywanowa (hala) | Boris Becker          | 4:6, 7:6(7), 2:6, 3:6         |
| Finalista     | 8. | 9 listopada 1997     | Sztokholm   | Twarda (hala)   | Jonas Björkman        | 6:3, 6:7(2), 2:6, 4:6         |
| Zwycięzca     | 3. | 8 marca 1998         | Rotterdam   | Dywanowa (hala) | Thomas Johansson      | 7:6(2), 6:2                   |
| Zwycięzca     | 4. | 4 października 1998  | Tuluza      | Twarda (hala)   | Greg Rusedski         | 6:4, 6:4                      |

#### Gra podwójna (11–7)
| Końcowy wynik | Nr  | Data                 | Turniej          | Nawierzchnia    | Partner           | Przeciwnicy                          | Wynik finału  |
| ------------- | --- | -------------------- | ---------------- | --------------- | ----------------- | ------------------------------------ | ------------- |
| Finalista     | 1.  | 16 czerwca 1991      | Rosmalen         | Trawiasta       | Richard Krajicek  | Hendrik Jan Davids Paul Haarhuis     | 3:6, 6:7      |
| Zwycięzca     | 1.  | 28 lipca 1991        | Hilversum        | Ceglana         | Richard Krajicek  | Francisco Clavet Magnus Gustafsson   | 7:5, 6:4      |
| Finalista     | 2.  | 13 października 1991 | Berlin           | Dywanowa (hala) | Daniel Vacek      | Petr Korda Karel Nováček             | 6:3, 5:7, 5:7 |
| Zwycięzca     | 2.  | 21 marca 1993        | Miami            | Twarda          | Richard Krajicek  | Patrick McEnroe Jonathan Stark       | 6:7, 6:4, 7:6 |
| Zwycięzca     | 3.  | 6 lutego 1994        | Marsylia         | Dywanowa (hala) | Daniel Vacek      | Martin Damm Jewgienij Kafielnikow    | 6:7, 6:4, 6:1 |
| Zwycięzca     | 4.  | 31 lipca 1994        | Hilversum        | Ceglana         | Daniel Orsanic    | David Adams Andriej Olchowski        | 6:4, 6:2      |
| Finalista     | 3.  | 8 stycznia 1995      | Doha             | Twarda          | Andriej Olchowski | Stefan Edberg Magnus Larsson         | 6:7, 2:6      |
| Zwycięzca     | 5.  | 18 czerwca 1995      | Rosmalen         | Trawiasta       | Richard Krajicek  | Hendrik Jan Davids Andriej Olchowski | 7:5, 6:3      |
| Finalista     | 4.  | 23 lipca 1995        | Stuttgart        | Ceglana         | Ellis Ferreira    | Tomás Carbonell Francisco Roig       | 6:3, 3:6, 4:6 |
| Zwycięzca     | 6.  | 22 października 1995 | Wiedeń           | Dywanowa (hala) | Ellis Ferreira    | Todd Woodbridge Mark Woodforde       | 6:4, 7:5      |
| Zwycięzca     | 7.  | 14 stycznia 1996     | Sydney           | Twarda          | Ellis Ferreira    | Patrick McEnroe Sandon Stolle        | 5:7, 6:4, 6:1 |
| Zwycięzca     | 8.  | 28 kwietnia 1996     | Monte Carlo      | Ceglana         | Ellis Ferreira    | Jonas Björkman Nicklas Kulti         | 2:6, 6:3, 6:2 |
| Finalista     | 5.  | 12 stycznia 1997     | Sydney           | Twarda          | Paul Haarhuis     | Luis Lobo Javier Sánchez             | 4:6, 7:6, 3:6 |
| Finalista     | 6.  | 15 marca 1998        | Kopenhaga        | Dywanowa (hala) | Brett Steven      | Tom Kempers Menno Oosting            | 4:6, 6:7      |
| Zwycięzca     | 9.  | 21 czerwca 1998      | ’s-Hertogenbosch | Trawiasta       | Guillaume Raoux   | Joshua Eagle Andrew Florent          | 7:6(5), 6:2   |
| Finalista     | 7.  | 4 października 1998  | Tuluza           | Twarda (hala)   | Paul Haarhuis     | Olivier Delaître Fabrice Santoro     | 2:6, 4:6      |
| Zwycięzca     | 10. | 20 czerwca 1999      | ’s-Hertogenbosch | Trawiasta       | Leander Paes      | Ellis Ferreira David Rikl            | Nie rozegrano |
| Zwycięzca     | 11. | 7 maja 2000          | Orlando          | Ceglana         | Leander Paes      | Justin Gimelstob Sébastien Lareau    | 6:3, 6:4      |